# Телевизионни канали в България

## Национални канали

### Пълноформатни политематични канали

#### Национална ефирна ТВ
| ТВ канал      | Лого | Вид                | Дата на стартиране | Предишни наименования                                                                                   | Свързани канали                                                            | Интернет страница                                                   | Собственост на                     | Седалище                                 | Страна   | Формат     | Език на звука | Онлайн            | Ефирно     | Сателитно                                           | Кабелно    | IPTV       |
| ------------- | ---- | ------------------ | ------------------ | --- | -------------------------------------------------------------------------- | ------------------------------------------------------------------- | ---------------------------------- | ---------------------------------------- | -------- | ---------- | ------------- | ----------------- | ---------- | --------------------------------------------------- | ---------- | ---------- |
| БНТ 1         |      | politematic        | 26.12.1959         | БТ (1959 – 1975) БТ1 (1975 – 1992) Канал 1 (1992 – 2008)                                                | БНТ 2 БНТ 3 БНТ 4                                                          | www.bnt.bg                                                          | Българска национална телевизия     | София                                    | България | 16:9 SD/HD | BG            | www.tv.bnt.bg     | MUX2       | Intelsat 38 Hellas Sat 3 Eutelsat 33B BulgariaSat 1 | Y          | Y          |
| БНТ 2         |      | politematic        | 16.10.2011         | БТ2 (1975 – 1992) Ефир 2 (1992 – 2000) БНТ Север БНТ Пирин БНТ Пловдив БНТ Море БНТ София (2008 – 2011) | БНТ 1 БНТ 3 БНТ 4                                                          | www.bnt.bg Архив на оригинала от 2015-08-10 в Wayback Machine.      | Българска национална телевизия     | София, Варна, Пловдив, Русе, Благоевград | България | 16:9 SD/HD | BG            | tv.bnt.bg         | MUX2       | Intelsat 38 Hellas Sat 3 Eutelsat 33B BulgariaSat 1 | Green tick | Green tick |
| БНТ 3         |      | poleteamic         | 06.02.2014         | БНТ HD (2014 – 2018)                                                                                    | БНТ 1 БНТ 2 БНТ 4                                                          | www.bnt.bg                                                          | Българска национална телевизия     | София                                    | България | 16:9 HD    | BG ЕN         | tv.bnt.bg         | Green tick | Green tick                                          | Green tick | Green tick |
| БНТ 4         |      | politematic        | 02.05.1999         | ТВ България (1999 – 2008) БНТ САТ (2008 – 2010) БНТ Свят (2010 – 2018)                                  | БНТ 1 БНТ 2 БНТ 3                                                          | www.bnt.bg Архив на оригинала от 2014-02-08 в Wayback Machine.      | Българска национална телевизия     | София                                    | България | 16:9 SD/HD | BG ЕN         | tv.bnt.bg         | Red X      | Intelsat 38 Hellas Sat 3 Eutelsat 36B BulgariaSat 1 | Green tick | Red X      |
| bTV           |      | politematic        | 01.06.2000         | Ефир 2                                                                                                  | bTV Comedy bTV Cinema bTV Action bTV Story RING                            | www.btv.bg                                                          | Central European Media Enterprises | София                                    | България | 16:9 SD/HD | BG            | btvplus.bg        | MUX2       | Intelsat 38 Hellas Sat 3 Eutelsat 33B BulgariaSat 1 | Green tick | Green tick |
| bTV Action    |      | politematic        | 22 януари 2011     | ТОП ТВ (1997 – 2004) CTN (2006 – 2007) TV2 (2007 – 2009) PRO.BG (2009 – 2011)                           | bTV bTV Cinema bTV Comedy bTV Story RING                                   | www.btv.bg                                                          | Central European Media Enterprises | София                                    | България | 16:9 SD/HD | BG            | voyo.bg           |            | Intelsat 38 Hellas Sat 3 BulgariaSat 1              | Green tick | Green tick |
| bTV Comedy    |      | Comedy             | 01.10.2009         | Телевизия Триада (1997 – 2005) GTV (2005 – 2009)                                                        | bTV bTV Cinema bTV Action bTV Story RING                                   | www.btv.bg                                                          | Central European Media Enterprises | София                                    | България | 16:9 SD/HD | BG            | voyo.bg           | Red X      | Intelsat 38 Hellas Sat 3 BulgariaSat 1              | Green tick | Green tick |
| bTV Cinema    |      | film               | 07.12.2009         | / | bTV bTV Action bTV Comedy bTV Story RING                                   | www.btv.bg                                                          | Central European Media Enterprises | София                                    | България | 16:9 SD/HD | BG            | voyo.bg           | Red X      | Intelsat 38 Hellas Sat 3 BulgariaSat 1              | Green tick | Green tick |
| bTV Story     |      | Romantic           | 28 януари 2012     | /bTV Lady (2012 – 2023)                                                                                 | bTV bTV Action bTV Comedy bTV Cinema RING                                  | www.btv.bg                                                          | Central European Media Enterprises | София                                    | България | 16:9 SD/HD | BG            | voyo.bg           | Green tick | Intelsat 38 Hellas Sat 3 BulgariaSat 1              | Green tick | Green tick |
| RING          |      | sport              | 1998               | Телевизия Ринг Ринг + Ring TV RING.BG                                                                   | bTV bTV Action bTV Comedy bTV Cinema bTV Story                             | www.ring.bg Архив на оригинала от 2011-04-21 в Wayback Machine.     | Central European Media Enterprises | София                                    | България | 16:9 SD/HD | BG            | voyo.bg           | Green tick | Intelsat 38 Hellas Sat 3 BulgariaSat 1              | Green tick | Green tick |
| Nova          |      | politematic        | 16.07.1994         | НТВ, Nova Televison, NTV                                                                                | Кино Нова Нова Спорт Диема Диема Фемили Диема Спорт                        | www.nova.bg                                                         | Юнайтед Груп                       | София                                    | България | 16:9 SD    | BG            | Green tick        | MUX2       | Intelsat 38 Hellas Sat 3 Eutelsat 33B BulgariaSat 1 | Green tick | Green tick |
| Nova News     |      | politematic & info | 04.01.2021         | София Кабел, Канал 3                                                                                    | Нова телевизия Кино Нова Нова Спорт Диема Фемили Диема Спорт Диема Спорт 2 | www.nova.bg/novanews                                                | Юнайтед Груп                       | София                                    | България | 16:9 SD/HD | BG            | Green tick        | MUX2       | Intelsat 38 Hellas Sat 3 Eutelsat 33B BulgariaSat 1 | Green tick | Green tick |
| Diema         |      | politematic        | 15.05.1999         | Диема+ (1999 – 2007)                                                                                    | Нова телевизия Кино Нова Нова Спорт Диема Фемили Диема Спорт               | www.diema.bg                                                        | Юнайтед Груп                       | София                                    | България | 16:9 SD    | BG            | Red X             | Red X      | Intelsat 38 Hellas Sat 3 BulgariaSat 1              | Green tick | Green tick |
| Diema Family  |      | Romantic           | 01.08.1999         | Александра ТВ (1999 – 2006)                                                                             | Нова телевизия Кино Нова Нова Спорт Диема Диема Спорт                      | diemafamily.novatv.bg                                               | Юнайтед Груп                       | София                                    | България | 16:9 SD    | BG            | Red X             | Green tick | Intelsat 38 Hellas Sat 3 BulgariaSat 1              | Green tick | Green tick |
| Kino Nova     |      | film               | 11.08.2003         | Diema 2 (2003 – 2011)                                                                                   | Нова телевизия Нова Спорт Диема Диема Фемили Диема Спорт                   | www.kinonova.bg Архив на оригинала от 2014-07-07 в Wayback Machine. | Юнайтед Груп                       | София                                    | България | 16:9 SD    | BG            | Red X             | Red X      | Intelsat 38 Hellas Sat 3 BulgariaSat 1              | Green tick | Green tick |
| MGM+          |      | politematic        | 17 май 2025 г.     | |                                                                            |                                                                     | Метро-Голдуин-Майер                | София                                    | България |            |               |                   |            |                                                     |            |            |
| Nova sport    |      | sport              | 30.04.2010         | ММ (1997 – 2010)                                                                                        | Нова телевизия Кино Нова Диема Диема Фемили Диема Спорт                    | sport.novatv.bg                                                     | Юнайтед Груп                       | София                                    | България | 16:9 SD/HD | BG            | Red X             | Red X      | Intelsat 38 Hellas Sat 3 BulgariaSat 1              | Green tick | Green tick |
| Diema Sport   |      | sport              | 21.02.2015         | Diema Extra (2005 – 2007)                                                                               | Нова телевизия Кино Нова Нова Спорт Диема Диема Фемили                     | www.diemasport.bg                                                   | Юнайтед Груп                       | София                                    | България | 16:9 SD/HD | BG            | play.diemaxtra.bg | Red X      | Intelsat 38 Hellas Sat 3 BulgariaSat 1              | Green tick | Green tick |
| Diema Sport 2 |      | sport              | 08.08.2015         | Diema Extra (2005 – 2007)                                                                               | Нова телевизия Кино Нова Нова Спорт Диема Диема Фемили                     | www.diemasport.bg                                                   | Юнайтед Груп                       | София                                    | България | 16:9 SD/HD | BG            | play.diemaxtra.bg | Red X      | Intelsat 38 Hellas Sat 3 BulgariaSat 1              | Green tick | Green tick |
| Diema Sport 3 |      | sport              | 01.07.2021         | Diema Xtra (2005 - 2007)                                                                                | Нова телевизия Кино Нова Нова Спорт Диема Диема Фемили                     | www.diemaxtra.nova.bg                                               | Юнайтед Груп                       | София                                    | България | 16:9 SD/HD | BG            | play.diemaxtra.bg |            |                                                     |            |            |
| Super Toons   |      | kids               | 31.08.2020         | / | /                                                                          | www.supertoons.bg                                                   | Про Кидс                           | София                                    | България | 16:9 SD/HD | BG            | www.supertoons.bg | TBA        | Intelsat 38 Hellas Sat 3 BulgariaSat 1              | Green tick | Green tick |

|                     | — ТВ канал със свободен достъп                  |                | — ТВ канал с кодирани платени програми   |       | — ТВ канал от специални платени пакети                   |  |           |  |                |
| Формат на картината |                                                 |                |                                          |       |                                                          |  |           |  |                |
|                     | — 4:3 SD                                        |                | — 4:3/16:9 SD                            |       | — 16:9 SD                                                |  | — 16:9 HD |  | — 16:9 HD / 3D |
| Вид предавания      |                                                 |                |                                          |       |                                                          |  |           |  |                |
| poly                | — политематичен                                 | info           | — новини, информация, обществени теми    | docu  | — документални и научнопопулярни филми                   |  |           |  |                |
| kids                | — детски и юношески филми, анимация             | comedy & soaps | — комедии, ТВ-сериали, реалити           | film  | — игрални филми (кино и ТВ)                              |  |           |  |                |
| sport               | — спорт и спортни новини                        | music          | — музика                                 | hoby  | — хоби, кулинария, домашен майстор, градинанарство и др. |  |           |  |                |
| unconv              | — политика, религия и неконвенционални възгледи | extrem         | — бойни спортове и екстремни развлечения | adult | — телепазар, лайфстайл, мода, хазарт, 'ХХХ'              |  |           |  |                |

 Подреддбата на каналите, извън водещите национални е по хронология 

#### Стартирали като столични
- Евроком (от 1996) /кабел, сателит/
- ВТК (Военен телевизионен канал) (от 2003) /кабел, сателит/
- TV1 (от 2004) (Estate TV до 2008) /кабел, сателит/

### Български информационни канали

#### Информационни новинарски канали
- Евронюз България (2022) /ефир, кабел, сателит/
- Bulgaria ON AIR (2011) /ефир, кабел, сателит/
- ПИК ТВ (2016) /WEB TV/
- Нова Нюз (2021) /ефир, кабел, сателит/

#### Новини за икономика, бизнес, селско стопанство
- AGRO TV (2013) /кабел, сателит/
- Bloomberg TV Bulgaria (2015) /кабел, сателит/

### Туризъм, изкуство, научнопопулярни и документални
- Канали на Глобус България
  - Travel TV (2005) /кабел, сателит, интернет/
  - Travel HD (2009) /кабел, сателит, fullHD/
  - Community TV (2011 – 2015) /кабел, сателит/; This is Bulgaria (inpression TV from 2016)
  - This is Bulgaria HD (2017) /кабел, сателит, интернет/
- BG-DNES.TV (2007) /кабел, сателит, интернет/
- TV art (2009 – 2017) /кабел, сателит, интернет, от 2018 – само интернет/
- Телевизия Туризъм (TVT) /кабел, сателит, интернет/ (2010)
- Дестинация BG /сателит/ (2013)
- Българска История /сателит/ (2014)
- The World /кабел/ (2015)
- Wness TV (2016) /кабел, сателит, интернет/

### Политика, религия и неконвенционални възгледи

#### Партийни телевизии
- СКАТ /Бургас/ (от 1992) /кабел, сателит/
- България 24 (от 2014) /кабел, сателит, интернет/

#### Религия и неконвенционални възгледи
- ППТВ (Пловдивска Православна Телевизия)
- БХТВ (Българска Християнска Телевизия)
- Хармония ТВ

### Филмови и развлекателни канали
comedy.box /кабел, сателит, IPTV/ (от 2021) (собственост на Bulsatcom)
action.box /кабел, сателит, IPTV/ (от 2021) (собственост на Bulsatcom)
cine.box /кабел, сателит, IPTV/ (от 2021) (собственост на Bulsatcom)
- EKids /кабел, сателит/ (от 1999) (Детска кабелна телевизия „Евроком“ – ДКТЕ до 2008)
- Film+ /сателит/ (собственост на Polaris)
- Nostalgia /кабел/ (собственост на „Канал 4“ООД)
- Cinema+ /сателит/ (собственост на TV+ и Polaris)
- Action+ /сателит/ (собственост на TV+ и Polaris)
- Comedy+ /сателит/ (собственост на TV+ и Polaris)
- Vivacom Arena (от 2012) /сателит/ (собственост на Vivacom)
- MovieSTAR (от 2013) /кабел, сателит и интернет/
- Dizi /кабел, сателит/ (от 2020)
- 999 ТВ /кабел, сателит/ (от 2018)
- 7/8 ТВ (от 2019) /кабел, сателит/ (собственост на Слави Трифонов)
- SuperToons /кабел, сателит/ (от 2020)

### Музикални канали

#### Поп, рок и хип-хоп музика
- The Voice /кабел, сателит/ (от 2003) (Веселина ТВ до 2006)
  - Magic TV /кабел, сателит/ (от 2013)
- City TV /кабел, сателит/ (от 2005)
- DM SAT /кабел, сателит/ (от 2005)
- BG TOP Music /сателит/ (от 2009) (Pop Core TV до 2013)
- BOX TV /кабел, сателит/ (от 2010)
- BG Music Channel /кабел, сателит/ (от 2013)
- 359 TV /кабел, сателит/ (от 2015)
- ММ TV (от 2016 Само в Интернет)

#### Поп-фолк, фолклорна и етническа музика
- Планета ТВ /кабел, сателит/ (от 2001)
  - Планета Фолк /кабел, сателит/ (от 2007)
  - Планета HD/кабел, сателит/ (от 2010)
  - Планета 4K/кабел, сателит/ (от 2020)
- Фен ТВ /кабел, сателит/ (от 2003)
  - Фен Фолк /кабел, сателит/ (от 2013)
  - Балканика ТВ /кабел, сателит/ (от 2005)
- Родина ТВ /кабел, сателит/ (от 2004)
- Фолклор ТВ /ефир, кабел, сателит/ (от 2007)
- Тянков ТВ /кабел, сателит/ (от 2007)
  - Тянков Ориент Фолк /кабел/ (от 2013)
  - Тянков Поп Фолк /кабел/ (от 2013)
- DSTV /кабел, сателит/ (от 2010)
- HIT MIX Channel /кабел, сателит/ (от 2015)
- Roma TV /кабел/ (от 2015)
- ТВ Българе /кабел, сателит, интернет/ (от 2019)

### Спорт, спортни новини, хоби
- Eurosport 1 /кабел, сателит/ (чуждестранен канал с превод и локализация за България)
- Eurosport 2 /кабел, сателит/ (чуждестранен канал с превод и локализация за България)
- Хоби ТВ /сателит/ (канал на сателитния оператор Булсатком)
- Хоби Лов ТВ /сателит/ (канал на сателитния оператор Булсатком)
- F+ /сателит/ (канал на TV+ и сателитния оператор Polaris)
- Sport+ /сателит/ (канал на TV+ и сателитния оператор Polaris)
- Мотоспорт ТВ /сателит/ (канал на сателитния оператор Polaris)
- Sportal TV (от 2013) /кабел, сателит, интернет/
- b1b-box /кабел, сателит, IPTV/ (канал на сателитния оператор Булсатком)
- Max Sport 1 (канал на Телекомуникационния оператор A1)
- Max Sport 2 (канал на Телекомуникационния оператор A1)
- Max Sport 3 (канал на Телекомуникационния оператор A1)
- Max Sport 4 (канал на Телекомуникационния оператор A1)
- EDGE (канал на Телекомуникационния оператор А1)
- Ловно-рибарски клуб (канал на Телекомуникационния оператор Vivacom)

## Регионални канали

### Кабелни телевизии с регионално покритие
- КИС 13 (1994) – Русе, Разград, Търговище, Велико Търново
- ТВ Варна (1995) Варна /бивша ефирна, аналогов ефир/
- ТВ Шумен (1995) /бивша ефирна, аналогов ефир/
- Канал 0 (1993) – Бургас /бивша ефирна, аналогов ефир/
- СКАТ+ – Поморие, Бургас /бивша ефирна, аналогов ефир/
- ТВ Добруджа – Добрич /бивша ефирна, аналогов ефир/
- Рекординг – Хасково /бивша ефирна, аналогов ефир/
- ТВ Сопот (1992) /бивша ефирна, аналогов ефир/
- ТВ Карнобат (1996) /бивша ефирна, аналогов ефир/

### Местни кабелни телевизии
- 6ТВ – Шумен
- Канал 9 – Попово
- ТВ9 – Батак
- Айда ТВ – Хасково
- Елитком – Съединение
- ТВ Алеко – Свищов
- ТВ Алиса – Своге
- ТВ Агарта – Златица
- Ариел ТВ – Варна
- ТВ Алома – Гоце Делчев
- ТВ Астра – Чепеларе
- ТВ АстраПан – Панагюрище
- ТВ Ател – Гулянци
- ТВ Ахелой – Ахелой
- БАЦ – Петрич
- Беев и Беев – Велинград
- ТВ Ботевград – Ботевград
- Булсат – Пещера
- Балкан ТВ – Карлово
- ТВ Вега – Сандански
- ТВ Враца – Враца
- Телекабел – Пазарджик
- ТВ Видин – Видин (от 1994 г.)
- ВТВ – Враца
- Видеосат – Велико Търново
- Габрово Кабел – Габрово
- Телевизия Виж – Козлодуй
- ТВ Вършец – Вършец
- ТВ Дартс – Благоевград
- Диана кабел – Ямбол
- Делта ТВ – Русе
- ДКТВ – Пловдив
- ТВ Дунавци – Дунавци
- Добруджа кабел – Добрич
- Евроком Царевец – Велико Търново
- Деймос ТВ – Ракитово
- ЕТА-Рава – Бяла Слатина
- ЕТВ – Хасково
- ТВ Запад – Кюстендил
- Зетра ТВ – Ловеч
- Зоната – Свищов
- Загора ТВ – Стара Загора
- ТВ Източни Родопи – Кърджали
- ТВ Изгрев – Сандански
- ТВ Ивайловград – Ивайловград
- ИХТВ – Ихтиман
- Кабелсат ТВ – Пазарджик
- Колор ТВ – Кюстендил
- Кракра ТВ – Перник
- Канал 9 – Търговище
- КИС М+ – Русе
- КТБ – Благоевград
- КТВ – Созопол
- КТВ Странджа – Елхово
- КейбълТел -
- Канал Котел – Котел
- Каварна САТ – Каварна
- КаСат – Съеденение
- КТС – Симитли
- Телевизия Хан Кубрат – Кубрат
- ТВ Лудогорие – Разград
- Монт 7 – Монтана
- Медия+ – Мездра
- ТВ Микс – Бургас
- Канал М – Раковски
- НИМ ТВ – Свиленград
- Нове ТВ – Свищов
- Нико Нет Ком – Чирпан
- ТВ Несебър – Несебър
- НРГ Вижън – Търговище
- ТВ ОКО – Благоевград
- Орбител ТВ – Петрич
- ПОТВ – Пловдив
- ППТВ – Пловдив
- Прес ТВ – Казанлък
- ТВ Панорама – Карнобат
- ТВ Пантера – Стралджа
- Прима ТВ – Исперих
- ТВ Поморие – Поморие
- ТВ Провадия – Провадия
- Плевен Спринт – Плевен
- Раховец ТВ – Горна Оряховица
- ТВ Регияна – Русе
- ТВ Рила – Дупница
- Канал Рила – Самоков
- РодопиСАТ+ – Смолян
- РеТе+ – Поморие
- ТВ Росат – Преслав
- Росица ТВ – Омуртаг
- Римекс – Враца
- ТВС – Горна Оряховица
- ТВ САТ КОМ – Асеновград
- Туида ТВ – Сливен
- Супер Вижън Плюс – Ямбол
- Северозапад Мюзик – Враца
- ТВ Спринт – Плевен
- Родопи Сат ТВ – Смолян
- ТВ Стара Загора – Стара Загора
- Канал 6 – Сливен
- Скай ТВ – Карлово
- ТВ Средногорие – Пирдоп
- Херос ТВ – Варна
- Фанти Г – Видин
- Фотон К – Смолян
- Фокус ТВ – Севлиево
- Фар ТВ – Бургас
- Щерев ТВ – Сопот
- Яница ТВ – Нова Загора
- РЕ ТВ ТВ – София

## Чуждестранни канали с локална версия за България

### Филмови и развлекателни канали
- AXN  България| - Телевизия от  Япония |  САЩ
- AXN Black (AXN Sci-Fi)  България| - Телевизия от  Япония |  САЩ
- AXN White (AXN Crime)  България| - Телевизия от  Япония |  САЩ
- CBS Drama (бивш Zone Romantica)  България| - Телевизия от  Великобритания
- CBS Reality  България| - Телевизия от  Великобритания
- BabyTV  България| - Телевизия от  Великобритания
- AMC  България| - Телевизия от  САЩ
- HBO  България| - Телевизия от  САЩ
- Cinemax  България| - Телевизия от  САЩ
- Cinemax 2  България| - Телевизия от  САЩ
- FOX  България| - Телевизия от  САЩ
- FOX Life  България| - Телевизия от  САЩ
- FOX Crime  България| - Телевизия от  САЩ
- 24 kitchen  България| - Телевизия от  САЩ
- Cartoon Network  България| - Телевизия от  САЩ
- Turner Classic Movies  България| - Телевизия от  САЩ
- Disney Channel (бивш Jetix и Fox Kids)  България| - Телевизия от  САЩ
- Boomerang  България| - Телевизия от  САЩ
- Nickelodeon  България| - Телевизия от  САЩ
- Nicktoons  България| - Телевизия от  Европейски съюз
- Nick Jr.  България| - Телевизия от  Европейски съюз
- TV 1000   България| - Телевизия от  Европейски съюз
- Da Vinci Learning  България| - Телевизия от  Германия
- Fix & Foxi  България| - Телевизия от  Германия
- JimJam  България| - Телевизия от  Италия
- Lolly Kids TV  България| - Телевизия от  Обединени арабски емирства

### Научнопопулярни
- Animal Planet  България ТВ-компания от  Европейски съюз: Великобритания [Международен: САЩ]
- Discovery Channel  България ТВ-компания от  Европейски съюз: Великобритания [Международен: САЩ]
- Discovery Science  България ТВ-компания от  Европейски съюз: Великобритания [Международен: САЩ]
- TLC  България ТВ-компания от  Европейски съюз: Великобритания [Междун.: САЩ]
- Discovery World  България ТВ-компания от  Европейски съюз: Великобритания [Международен: САЩ]
- Investigation Discovery  България ТВ-компания от  Европейски съюз: Великобритания [Международен: САЩ]
- National Geographic Channel  България ТВ-компания от  САЩ
- National Geographic Wild  България ТВ-компания от  САЩ
- Viasat Explorer България ТВ-компания от  Европейски съюз
- Viasat History България ТВ-компания от  Европейски съюз
- Viasat Nature България ТВ-компания от  Европейски съюз
- Viasat HD  България ТВ-компания от  Европейски съюз
- History Channel  България ТВ-компания от  Европейски съюз
- Crime & Investigation Network  България ТВ-компания от  Европейски съюз

### Спортни
- Eurosport  България – ТВ-компания от: Европейски съюз [  САЩ)]
- Eurosport 2  България – ТВ-компания от: Европейски съюз [  САЩ]

## Бивши канали, разпространявани в България

### Държавни канали
- Българска телевизия, БТ (1959 – 1975)
  - Първа програма, БТ1 (1975 – 1992)
  - Втора програма, БТ2 (1975 – 1992)
- Българска национална телевизия, БНТ (1992-)
  - Канал 1 (1992 – 2008)
  - Ефир 2 (1992 – 2000)
  - ТВ България (1999 – 2008), БНТ Сат (2008 – 2010), БНТ Свят (2010 – 2018)
  - БНТ HD (2014 – 2018)
  - ТВ канал Пловдив (1998 – 2008), БНТ Пловдив (2008 – 2011) /ефирна/
  - ТВ канал Море (1998 – 2008), БНТ Море (2008 – 2011) – Варна /ефирна/
  - ТВ канал Север (1998 – 2008), БНТ Север (2008 – 2011) – Русе /ефирна/
  - ТВ канал Пирин (1993 – 2008), БНТ Пирин (2008 – 2011) – Благоевград /ефирна/

#### Телевизионни канали
- ТОП ТВ (1997 – 2004) /оперира под ново име: CTN/
- CTN (2006 – 2007) /оперира под ново име: TV2/
- TV2 (2007 – 2009) /оперира под ново име: PRO.BG/
- PRO.BG (2009 – 2011) /оперира под ново име: bTV Action/
- Александра ТВ (1999 – 2006) /оперира под ново име: Diema Family/
- Триада ТВ (1997 – 2005) /оперира под ново име: GTV/
- GTV (2005 – 2009) /оперира под ново име: bTV Comedy/
- Diema + (1999 – 2007) /оперира под ново име: Diema/
- Diema 2 (2003 – 2011) /оперира под ново име: Kino Nova/
- MM (1997 – 2010)/оперира под ново име: Nova Sport/
- Мустанг ТВ (1994 – 1999) /оперира под ново име: M-SAT/
- M-SAT (1999 – 2011) /оперира под ново име: Bulgaria on Air/
- RD-TV (1996 – 2004) /оперира под ново име: Варна ТВ/
- Варна ТВ (2004 – 2009) /оперира под ново име: ТВ Черно море/
- ПДМ (1996 – 2000) /оперира под ново име: Демо ТВ/
- Демо ТВ (2000 – 2003) /оперира под ново име: ББТ/
- ББТ (2003 – 2013) /оперира под ново име: News7/
- Веселина ТВ (2003 – 2006) /оперира под ново име: The Voice/
- София Кабел (1993 – 1998) /оперира под ново име: Канал 3/
- София Кабел филм (1999 – 2005) /закрит канал/
- София Кабел фолк (1999 – 2005) /закрит канал/
- София Кабел инфо (1999 – 2005) /закрит канал/
- Estate TV (2004 – 2008) /оперира под ново име: TV1/
- Есет ТВ (2003 – 2009) /оперира под ново име: Знания ТВ/
- Еко ТВ (2003 – 2008) /оперира под ново име: VTV/
- Диема Екстра (2005 – 2007) /оперира под ново име: Diema Sport/

### Преустановили дейност
- 7 дни ТВ (1995 – 2009) /ефир, кабел, сателит, интернет, национален/
- ТОП ТВ /регионален: Североизточна България, с лиценз за национален/ (1998 – 2004)
- CTN /регионален: София и Зап. България, с лиценз за национален от ТОП ТВ/ (2006 – 2007)
- TV2 /национален с лиценз от CTN/ (2007 – 2009)
- PRO.BG /национален с лиценз от TV2/ (2009 – 2011)
- TV7 (2005 – 2016) /ефир, кабел, сателит, интернет, национален/
- ББТ (2003 – 2013) /ефир, кабел, сателит, интернет, национален/
- News7 (2013 – 2016) /ефир, кабел, сателит, интернет, национален/
- Алфа (телевизия) (2011 - 2024) / ефир, кабел, сателит,интернет/ партиен/
- БСТВ (2019 - 2023) / кабел, сателит, интернет/ партиен/

### Чуждестранни
- Първа програма на ЦТ на СССР, Първи канал на Останкино, ОРТ, Первый канал России /СССР, Руска федерация/ (1985 – 1997)  СССР;  Русия
- TV5 Europe (1991 – 1997)  Франция
- CNN International (1993 – 1997)  САЩ
- NBC Europe (1990-те) /за Южна България – област Пловдив/  САЩ

### Сателитни и кабелни
- Ден ТВ (1994 – 2003) /Юниън телевижън до 2000/
- Центрум Груп (1994 – 2007)
- Юниън телевижън (1995 – 2000)
- ATV (1995 – ?)
- Здраве ТВ (2000 – 2009) /София Кабел 2001 през 2000; Канал 2001 до 2005/
- Нова+ (2004 – 2008)
- MМ (1996 – 2010)
- M2 (2003 – 2007)
- Sport7 (2008 – 2009)
- Super7 (2007 – 2016)
- Век ТВ (1999 – 2003)
- Вяра ТВ (2006 – 2009)
- TV Guide Bulgaria (2004 – 2010) /eTV до 2007/
- Инфо ТВ (?)
- CTV (2006 – 2007)
- See TV (2006 – 2007)
- BG Motors (?-2007)
- Канал 88 (2000 – 2006) /Канал 8 до 2006; Urban TV през 2006/
- Оникс Фолк (1999 – 2005)
- Хит ТВ (2005 – 2007)
- RE:TV (2008 – 2009)
- NBT – Пловдив (1997 – 2013) /Евроком България до 2008/
- Телевизия Родопи – Кърджали (1993 – 2013)
- VTV (2003 – 2018) (Еко ТВ до 2008) /кабел, сателит/
- Mad TV (2006 – 2011)
- BGTV (1997 – 2015) (България кабел ТВ – БКТВ до 2006) /кабел, сателит, интернет/
  - Gordimy (интернет канал на BGTV, от 2012)
- EBF (2005 – 2015) /кабел, сателит/
- Bulgarian International Television (BiT) (2014 – 2019)
- ТВ Черно море (2003-2020) – Варна /бивша ефирна, аналогов ефир/ (Варна ТВ до 2009)
- Канал 3 (1993 – 2021) (София Кабел до 1998) /кабел, сателит/
- БСТВ (2019 – 2023) /Кабел, сателит/
- alfa tv (2011 – 2024) /кабел,  сателит/
- b1b.box (2021 – 2024) /кабел, сателит/
- Sportal tv (2011 – 2024) /кабел, сателит/
- TV+ (2008 – 2022) /кабел, сателит/